# Ванкский собор (Тбилиси)
Ванкский собор (арм. Հայոց վանք, буквально «армянский монастырь») — кафедральный собор Армянской апостольской церкви в Грузии, снесённый в советское время. Располагался в городе Тбилиси, на месте современного здания средней школы № 104 (улица Георгия Атонели, д. 3). Являлся резиденцией армянского архиепископа

## История
Согласно данным «Кавказского календаря» (1847 год), построен в 1480 году. Согласно другим данным был построен около 1720 года, при патриархе Аствацатуре (1715—1725), на развалинах существовавшей здесь с конца XVI века церкви). Служил кафедрою для архиепископа всех армян Грузии. Описан французским путешественником Шарденом, посетившим Тифлис в 1672 году. По сообщаемой им легенде строительство собора — заслуга некого турецкого паши, бежавшего с родины и принявшего христианство. Согласно надписям на стене храма в 1750 и 1788 годах храм ремонтировался. Восстановление собора потребовалось и после погрома города армадой Ага Магомет-хана в 1795 году. В первой половине XIX века, при архиепископе Карапете, была возобновлена колокольня храма
В 1846 году на Тифлис обрушились полчища саранчи уничтожающие на своем пути обрабатываемые поля и сады. Такого бедствия город не знал с 1826 года. По этому поводу в грузинском Сионском соборе было отслужено молебствие. В свою очередь 16 июня (29 июня) из армянского Ванкского собора, при большом стечении верующих, армянское духовенство совершило крестный ход вокруг авлабарских полей
18 апреля (30 апреля) 1876 года, в 12 часов дня из Эчмиадзина в Тифлис прибыл новый глава грузино-имеретинской епархии армянской церкви Гавриил Айвазовский. Последний остановился в здании при Ванксом соборе. Прослышал про приезд священнослужителя высокого ранга на территории Ванкского собора собралось большое количество местных армян, которых благословил вышедший им на встречу архиепископ Гавриил Айвазовский. Спустя семь дней 25 апреля (7 мая) этого же года, во дворе Ванксого собора после воскресной службы, в торжественной обстановке был зачитан патриарший кондак о назначении Архиепископа Гавриила Айвазовского главой грузино-имеретинской епархии армянской церкви
У собора были похоронены многие выдающиеся деятели армянской, грузинской и российской истории: граф Михаил Лорис-Меликов, архиепископы Гавриил Айвазовский (брат известного художника Ивана Айвазовского), Есаи Аствацатурян и Гарегин Сатунян, епископ Хорен Степанян, нефтепромышленник и меценат Александр Манташев, а также герои русско-турецкой войны 1877—1878 гг. генералы Арзас (Аршак) Тер-Гукасов, Иван Давыдович Лазарев, Бебут Шелковников и многие другие.

Снесён по приказу Берия в 1930 году в ходе социалистической реконструкции Тбилиси, неразрушенной осталась лишь колокольня, которую можно увидеть возле школы № 104 в Тбилиси

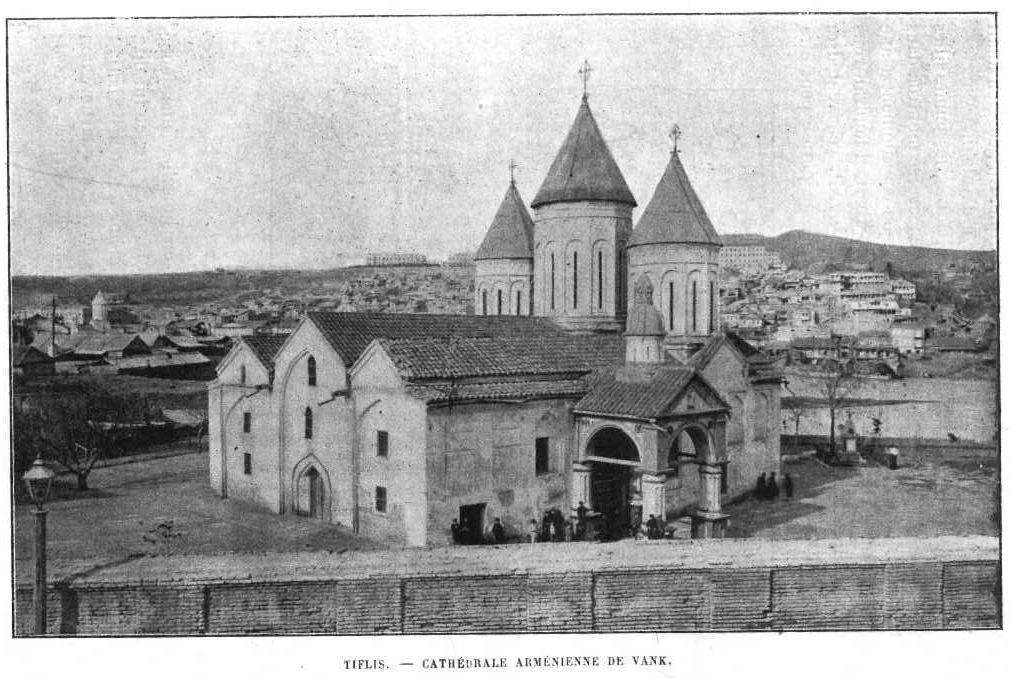
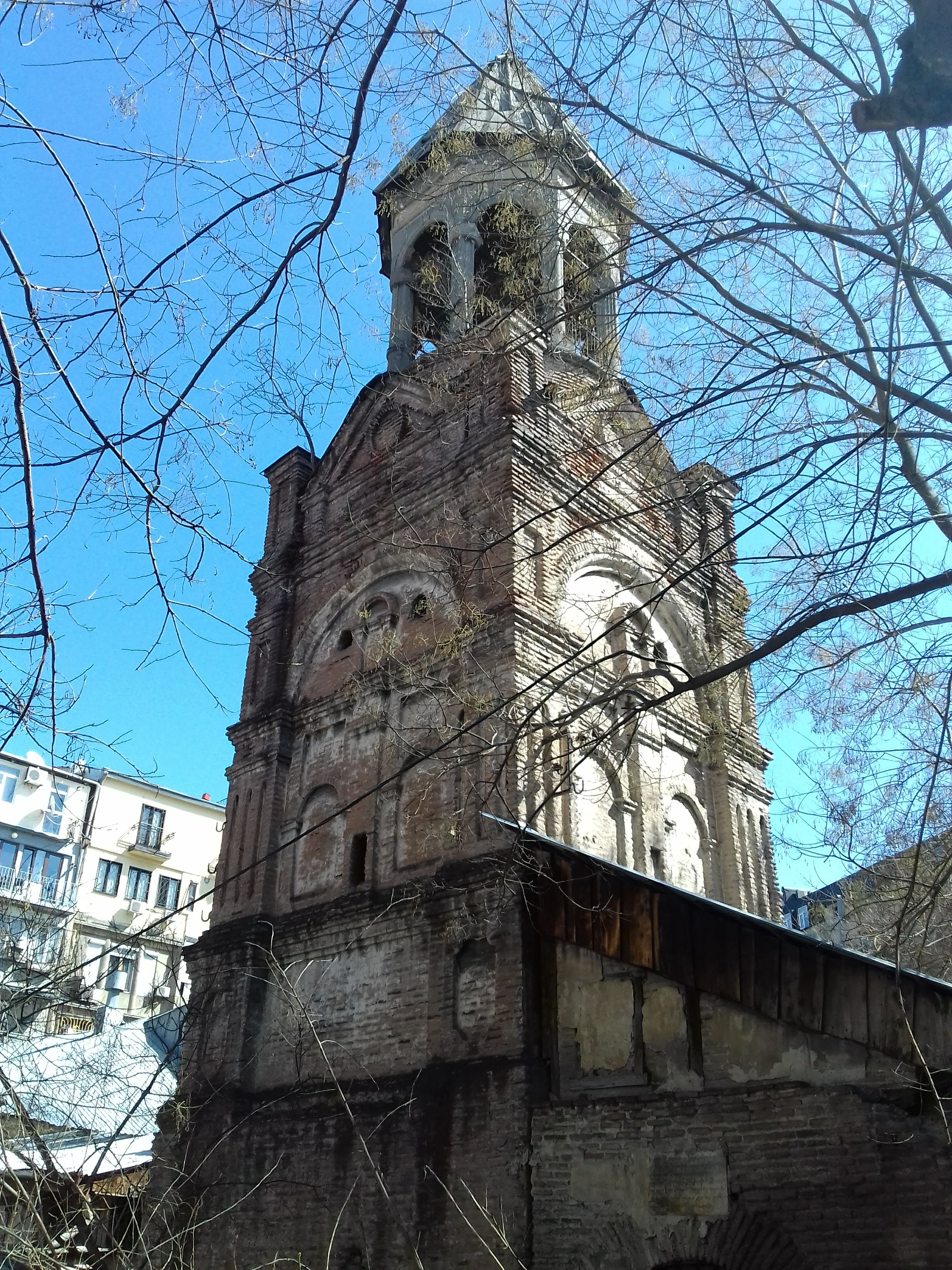
уцелевшая колокольня армянского собора
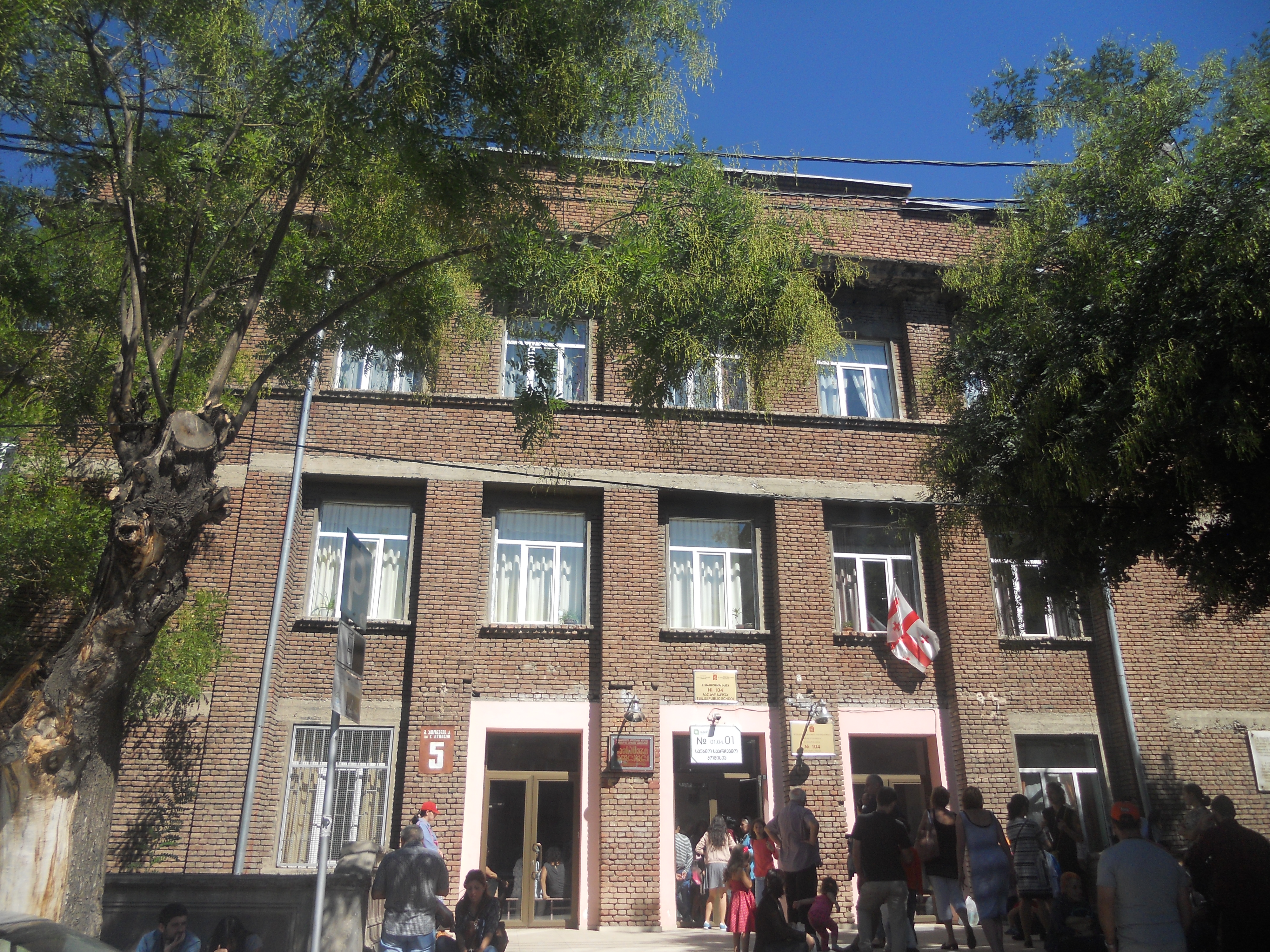
Школа № 104 построенная на месте церкви
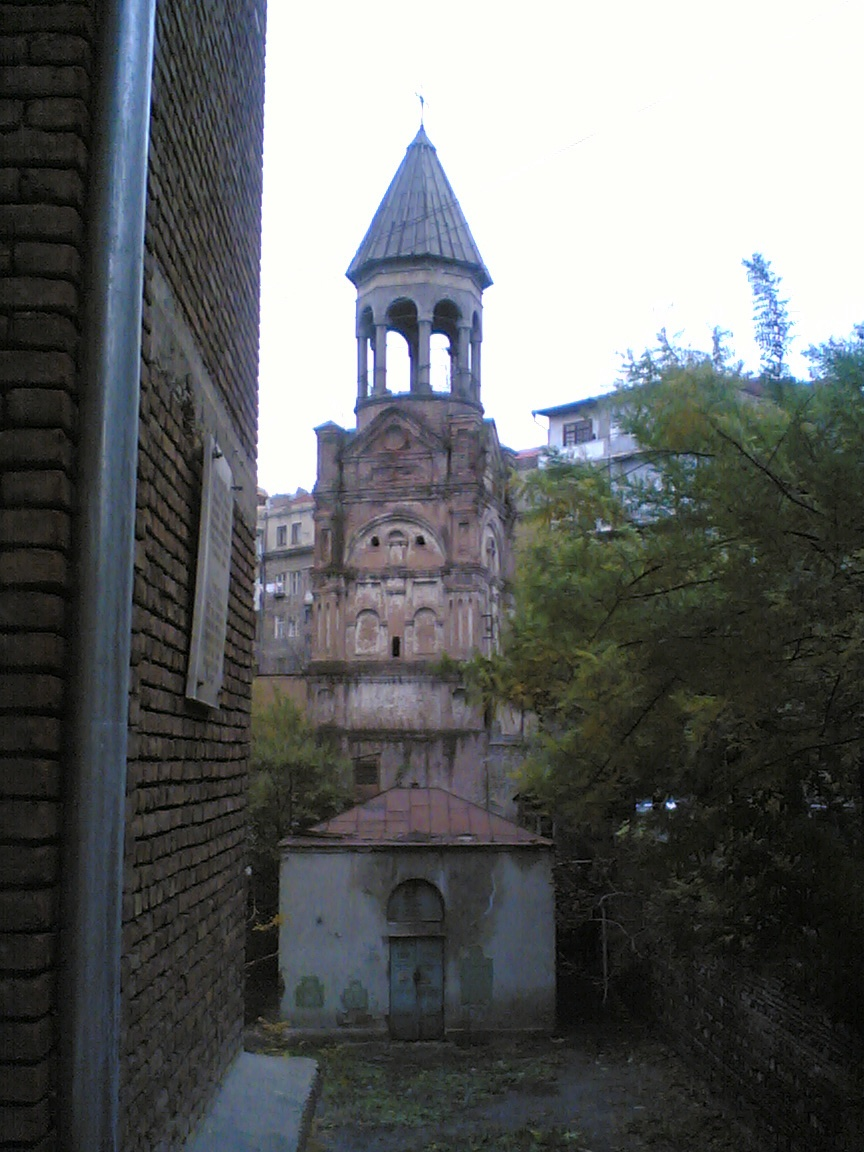